# 満洲国皇帝玉座
満洲国皇帝玉座（まんしゅうこくこうていぎょくざ）とは、満洲国皇宮内の勤民楼に存在した、満洲国皇帝の玉座。

## 概要
満洲国皇帝玉座は、その名の通り満洲国の皇帝の玉座であり、満洲国の皇帝が着座するために作られた。その一つが、玉座が存在した満洲国皇帝・愛新覚羅溥儀（康徳帝）の満洲国皇帝即位式であり、1934年3月1日、皇宮内の勤民楼の満洲国皇帝玉座で溥儀は満洲国皇帝として即位した。
この玉座は、西洋の玉座を手本に作られた。しかし、清の流れを汲む王朝であったためか、東洋的・中華思想的な意匠も施される事となり、玉座の左右には幡が立てられ（東洋の習わし）、机は日本的な意匠で仕上げられ、壁紙は東洋の紋章が描かれた。
| サブスタブ | この項目は、まだ閲覧者の調べものの参照としては役立たない、書きかけの項目です。この項目を加筆・訂正などしてくださる協力者を求めています。このテンプレートは分野別のサブスタブテンプレートやスタブテンプレート（Wikipedia:分野別のスタブテンプレート参照）に変更することが望まれています。 |